# 893
| 893                |
| ------------------ |
| Dødsfald - Fødsler |
| • Begivenheder     |

| Gregoriansk kalender | 893 DCCCXCIII           |
| Ab urbe condita      | 1646                    |
| Armensk kalender     | 342 ԹՎ ՅԽԲ              |
| Kinesiske kalender   | 3589 – 3590 壬子 – 癸丑 |
| Etiopisk kalender    | 885 – 886               |
| Jødisk kalender      | 4653 – 4654             |
| Hindukalendere       |                         |
| - Vikram Samvat      | 948 – 949               |
| - Shaka Samvat       | 815 – 816               |
| - Kali Yuga          | 3994 – 3995             |
| Iransk kalender      | 271 – 272               |
| Islamisk kalender    | 279 – 281               |

Se også 893 (tal)